# Mario Gila
Mario Gila Fuentes (Barcellona, 29 agosto 2000) è un calciatore spagnolo, difensore della Lazio e della nazionale spagnola.

## Carriera

### Club

#### Real Madrid Castilla
Gila è cresciuto nei settori giovanili di varie squadre spagnole in Catalogna, come il Santa Perpètua, il Sabadell, il Mollet, il Damn e l'Espanyol prima di approdare, nel 2018, nell'accademia giovanile del Real Madrid, firmando un contratto fino al 2024. Nel 2019 Gila è stato promosso nel Real Madrid Castilla, allenato da Raul, diventandone anche vice-capitano.

#### Real Madrid
Il 30 aprile 2022 Gila ha debuttato con la prima squadra del Real Madrid, nell'incontro della Liga vinto 4-0 contro l'Espanyol, entrando dalla panchina al 75º minuto al posto di Camavinga. Chiude la stagione totalizzando 2 presenze in prima squadra, vincendo il campionato spagnolo.

#### Lazio
Il 12 luglio 2022 Gila è stato acquistato a titolo definitivo dalla Lazio per 6 milioni di euro. Esordisce in Serie A il 31 agosto 2022 subentrando ad Alessio Romagnoli nella partita contro la Sampdoria della quarta giornata di campionato. L'8 settembre 2022 gioca la sua prima partita da titolare con la maglia della Lazio, esordendo in una competizione europea, nella vittoria 4-2 contro il Feyenoord in Europa League. Termina la sua prima stagione in biancoceleste collezionando 12 presenze. 
Nella sua seconda stagione con la Lazio, Gila si impone come titolare in pianta stabile della formazione biancoceleste sotto la guida di Maurizio Sarri, venendo poi confermato anche da Igor Tudor; il 28 novembre 2023, esordisce in Champions League, giocando da titolare l'incontro della fase a gironi con il Celtic, vinto 2-0. Lungo l'annata, colleziona in tutto 29 presenze, di cui 25 dal primo minuto.
Nella terza stagione trova la prima marcatura in Serie A, alla 27esima presenza complessiva, il 22 settembre 2024, portando momentaneamente in vantaggio i biancocelesti nella trasferta in casa della Fiorentina, poi persa per 2-1. Il 23 gennaio successivo trova anche il suo primo gol in una competizione europea, aprendo le marcature nella gara di Europa League contro la Real Sociedad, terminata 3-1 per i biancocelesti.

### Nazionale
A maggio 2019 Gila fu convocato ad uno stage di allenamento con la nazionale Under-19 spagnola in vista dell'europeo di categoria del 2019. Il 23 settembre 2022 Gila esordì con la Spagna Under-21 subentrando dalla panchina nella partita amichevole contro la Romania vinta 4-1.
Nel 2023 viene convocato per l'Europeo Under-21, dove gli iberici vengono sconfitti in finale dall'Inghilterra, collezionando tre presenze.
Il 20 marzo riceve la sua prima convocazione in nazionale maggiore, chiamato dal C.T. Luis de la Fuente per sostituire l'infortunato Pau Cubarsí in occasione della gara di ritorno dei play-off di Nations League contro i Paesi Bassi.

## Statistiche

### Presenze e reti nei club
Statistiche aggiornate al 25 maggio 2025.
| Stagione                    | Squadra                     | Campionato                  | Campionato | Campionato | Coppe nazionali | Coppe nazionali | Coppe nazionali | Coppe continentali | Coppe continentali | Coppe continentali | Altre coppe | Altre coppe | Altre coppe | Totale | Totale |
| Stagione                    | Squadra                     | Comp                        | Pres       | Reti       | Comp            | Pres            | Reti            | Comp               | Pres               | Reti               | Comp        | Pres        | Reti        | Pres   | Reti   |
| --------------------------- | --------------------------- | --------------------------- | ---------- | ---------- | --------------- | --------------- | --------------- | ------------------ | ------------------ | ------------------ | ----------- | ----------- | ----------- | ------ | ------ |
| 2019-2020                   | Real M. Castilla            | SDB                         | 21         | 1          | -               | -               | -               | -                  | -                  | -                  | -           | -           | -           | 21     | 1      |
| 2020-2021                   | Real M. Castilla            | SDB                         | 16+4       | 2          | -               | -               | -               | -                  | -                  | -                  | -           | -           | -           | 20     | 2      |
| 2021-2022                   | Real M. Castilla            | PD-RFEF                     | 32         | 2          | -               | -               | -               | -                  | -                  | -                  | -           | -           | -           | 32     | 2      |
| Totale Real Madrid Castilla | Totale Real Madrid Castilla | Totale Real Madrid Castilla | 69+4       | 5          |                 | -               | -               |                    | -                  | -                  |             | -           | -           | 73     | 5      |
| 2021-2022                   | Real Madrid                 | PD                          | 2          | 0          | CR              | 0               | 0               | UCL                | 0                  | 0                  | SS          | 0           | 0           | 2      | 0      |
| 2022-2023                   | Lazio                       | A                           | 4          | 0          | CI              | 0               | 0               | UEL+UECL           | 5+3                | 0+0                | -           | -           | -           | 12     | 0      |
| 2023-2024                   | Lazio                       | A                           | 21         | 0          | CI              | 3               | 0               | UCL                | 4                  | 0                  | SI          | 1           | 0           | 29     | 0      |
| 2024-2025                   | Lazio                       | A                           | 32         | 1          | CI              | 1               | 0               | UEL                | 10                 | 1                  | -           | -           | -           | 43     | 2      |
| Totale Lazio                | Totale Lazio                | Totale Lazio                | 57         | 1          |                 | 4               | 0               |                    | 22                 | 1                  |             | 1           | 0           | 84     | 2      |
| Totale carriera             | Totale carriera             | Totale carriera             | 132        | 6          |                 | 4               | 0               |                    | 22                 | 1                  |             | 1           | 0           | 159    | 7      |

### Cronologia presenze e reti in nazionale
| Cronologia completa delle presenze e delle reti in nazionale ― Spagna under 21 | Cronologia completa delle presenze e delle reti in nazionale ― Spagna under 21 | Cronologia completa delle presenze e delle reti in nazionale ― Spagna under 21 | Cronologia completa delle presenze e delle reti in nazionale ― Spagna under 21 | Cronologia completa delle presenze e delle reti in nazionale ― Spagna under 21 | Cronologia completa delle presenze e delle reti in nazionale ― Spagna under 21 | Cronologia completa delle presenze e delle reti in nazionale ― Spagna under 21 | Cronologia completa delle presenze e delle reti in nazionale ― Spagna under 21 |
| Data                                                                           | Città                                                                          | In casa                                                                        | Risultato                                                                      | Ospiti                                                                         | Competizione                                                                   | Reti                                                                           | Note                                                                           |
| ------------------------------------------------------------------------------ | ------------------------------------------------------------------------------ | ------------------------------------------------------------------------------ | ------------------------------------------------------------------------------ | ------------------------------------------------------------------------------ | ------------------------------------------------------------------------------ | ------------------------------------------------------------------------------ | ------------------------------------------------------------------------------ |
| 23-9-2022                                                                      | Cluj-Napoca                                                                    | Romania under 21                                                               | 1 – 4                                                                          | Spagna under 21                                                                | Amichevole                                                                     | -                                                                              | 62’                                                                            |
| 29-9-2022                                                                      | Huesca                                                                         | Spagna under 21                                                                | 3 – 0                                                                          | Norvegia under 21                                                              | Amichevole                                                                     | -                                                                              | 75’                                                                            |
| 18-11-2022                                                                     | Siviglia                                                                       | Spagna under 21                                                                | 2 – 0                                                                          | Giappone under 21                                                              | Amichevole                                                                     | -                                                                              | 92’                                                                            |
| 24-3-2023                                                                      | Almería                                                                        | Spagna under 21                                                                | 3 – 2                                                                          | Svizzera under 21                                                              | Amichevole                                                                     | -                                                                              | 65’                                                                            |
| 28-3-2023                                                                      | Vannes                                                                         | Francia under 21                                                               | 0 – 0                                                                          | Spagna under 21                                                                | Amichevole                                                                     | -                                                                              | 88’                                                                            |
| 13-6-2023                                                                      | Madrid                                                                         | Spagna under 21                                                                | 2 – 1                                                                          | Messico under 21                                                               | Amichevole                                                                     | -                                                                              | 46’                                                                            |
| 24-6-2023                                                                      | Bucarest                                                                       | Spagna under 21                                                                | 1 – 0                                                                          | Croazia under 21                                                               | Europeo Under-21 2023 - 1º turno                                               | -                                                                              | 88’                                                                            |
| 27-6-2023                                                                      | Bucarest                                                                       | Spagna under 21                                                                | 2 – 2                                                                          | Ucraina under 21                                                               | Europeo Under-21 2023 - 1º turno                                               | -                                                                              |                                                                                |
| 1-7-2023                                                                       | Bucarest                                                                       | Spagna under 21                                                                | 2 – 1 dts                                                                      | Svizzera under 21                                                              | Europeo Under-21 2023 - Quarti di finale                                       | -                                                                              | 89’                                                                            |
| Totale                                                                         |                                                                                | Presenze                                                                       | 9                                                                              |                                                                                | Reti                                                                           | 0                                                                              |                                                                                |

## Palmarès

### Club
- Campionato spagnolo: 1

Real Madrid: 2021-2022